# Ceramica Panaria-Navigare 2006
Questa voce raccoglie le informazioni riguardanti la Ceramica Panaria-Navigare nelle competizioni ufficiali della stagione 2006.

## Stagione
La Ceramica Panaria-Navigare, affiliata all'UCI con licenza irlandese, partecipò, nella stagione 2006, a gare dell'UCI ProTour (sfruttando le wild-card) e a gare dei circuiti continentali UCI, nella fattispecie Europe Tour e Asia Tour. La principale affermazione stagionale arrivò al Giro d'Italia, con la vittoria di Luis Laverde nella quattordicesima tappa.

## Organico

### Staff tecnico
GM=General manager; DS=Direttore sportivo.
|  | Naz.              | Ruolo | Sportivo           |  |  |  |
|  | ----------------- | ----- | ------------------ |  |  |  |
|  | Italia (bandiera) | GM    | Roberto Reverberi  |  |  |  |
|  | Italia (bandiera) | DS    | Fabiano Fontanelli |  |  |  |
|  | Italia (bandiera) | DS    | Bruno Reverberi    |  |  |  |

### Rosa
|  | Naz.                 |  | Sportivo                   | Anno |  |  |
|  | -------------------- |  | -------------------------- | ---- |  |  |
|  | Messico (bandiera)   |  | Moisés Aldape              | 1981 |  |  |
|  | Italia (bandiera)    |  | Mirko Allegrini            | 1981 |  |  |
|  | Italia (bandiera)    |  | Fortunato Baliani          | 1974 |  |  |
|  | Argentina (bandiera) |  | Guillermo Rubén Bongiorno  | 1978 |  |  |
|  | Italia (bandiera)    |  | Tiziano Dall'Antonia       | 1983 |  |  |
|  | Spagna (bandiera)    |  | Aitor Galdós               | 1979 |  |  |
|  | Italia (bandiera)    |  | Paride Grillo              | 1982 |  |  |
|  | Australia (bandiera) |  | Brett Lancaster            | 1979 |  |  |
|  | Colombia (bandiera)  |  | Luis Laverde               | 1979 |  |  |
|  | Italia (bandiera)    |  | Luca Mazzanti              | 1974 |  |  |
|  | Ucraina (bandiera)   |  | Serhij Matvjejev           | 1975 |  |  |
|  | Italia (bandiera)    |  | Andrea Pagoto              | 1985 |  |  |
|  | Messico (bandiera)   |  | Julio Alberto Pérez Cuapio | 1977 |  |  |
|  | Italia (bandiera)    |  | Domenico Pozzovivo         | 1982 |  |  |
|  | Italia (bandiera)    |  | Matteo Priamo              | 1982 |  |  |
|  | Argentina (bandiera) |  | Maximiliano Richeze        | 1983 |  |  |
|  | Colombia (bandiera)  |  | Miguel Ángel Rubiano       | 1984 |  |  |
|  | Italia (bandiera)    |  | Emanuele Sella             | 1981 |  |  |

## Palmarès

### Corse a tappe
- Tour de Langkawi

1ª tappa (Maximiliano Richeze)
2ª tappa (Rubén Bongiorno)
9ª tappa (Serhij Matvjejev)
- Post Danmark Rundt

1ª tappa (Aitor Galdós)
- Tour de la Région Wallonne

1ª tappa (Aitor Galdós)
- Giro d'Italia

14ª tappa (Luis Laverde)
- Circuit de la Sarthe

2ª tappa (Paride Grillo)
- Giro del Trentino

1ª tappa (Luca Mazzanti)
- Brixia Tour

4ª tappa (Paride Grillo)

### Corse in linea
- Subida al Naranco (Fortunato Baliani)
- Grand Prix de la Ville de Rennes (Paride Grillo)

## Classifiche UCI

### UCI Europe Tour
Individuale
Piazzamenti dei corridori della Ceramica Panaria-Navigare nella classifica dell'UCI Europe Tour 2006.
| Pos. | Ciclista             | Punti |
| ---- | -------------------- | ----- |
| 5    | Luca Mazzanti        | 491   |
| 48   | Paride Grillo        | 200   |
| 55   | Emanuele Sella       | 196   |
| 63   | Aitor Galdós         | 187   |
| 151  | Serhij Matvjejev     | 109   |
| 187  | Luis Laverde         | 97    |
| 227  | Fortunato Baliani    | 80    |
| 300  | Maximiliano Richeze  | 59    |
| 369  | Mirko Allegrini      | 47    |
| 406  | Moisés Aldape        | 41    |
| 460  | Brett Lancaster      | 35    |
| 623  | Miguel Ángel Rubiano | 22    |
| 883  | Tiziano Dall'Antonia | 11    |
| 1093 | Andrea Pagoto        | 6     |

Squadra
La Ceramica Panaria-Navigare chiuse in sesta posizione con 1416 punti.

### UCI Asia Tour
Individuale
Piazzamenti dei corridori della Ceramica Panaria-Navigare nella classifica dell'UCI Asia Tour 2006.
| Pos. | Ciclista                  | Punti |
| ---- | ------------------------- | ----- |
| 35   | Maximiliano Richeze       | 54    |
| 88   | Serhij Matvjejev          | 23    |
| 89   | Guillermo Rubén Bongiorno | 22    |
| 112  | Paride Grillo             | 16    |
| 195  | Tiziano Dall'Antonia      | 6     |
| 243  | Mirko Allegrini           | 2     |

Squadra
La Ceramica Panaria-Navigare chiuse in undicesima posizione con 123 punti.